# Duba Pelješka
Duba Pelješka je malá vesnice v obci Trpanj v Chorvatsku, v Dubrovnicko-neretvanské župě. V roce 2001 měla 54 obyvatel, v roce 1991 bylo z 67 obyvatel 66 Chorvatů a 1 muslim. Duba Pelješka je situována na severním pobřeží poloostrova Pelješac 10 km západně od přístavu Trpanj. Jediná silnice do vesnice vede od hlavní silnice D 415 z osady Gornja Vrućica a prochází přes osadu Donja Vrućica.

## Moře a pláže
V malebné zátoce s oblázkovou pláží stojí jen pár domů a příjemný kemp. Na mořském dně jsou zbytky římské stavby. Další pláže jsou v okolním zátokách.

## Galerie

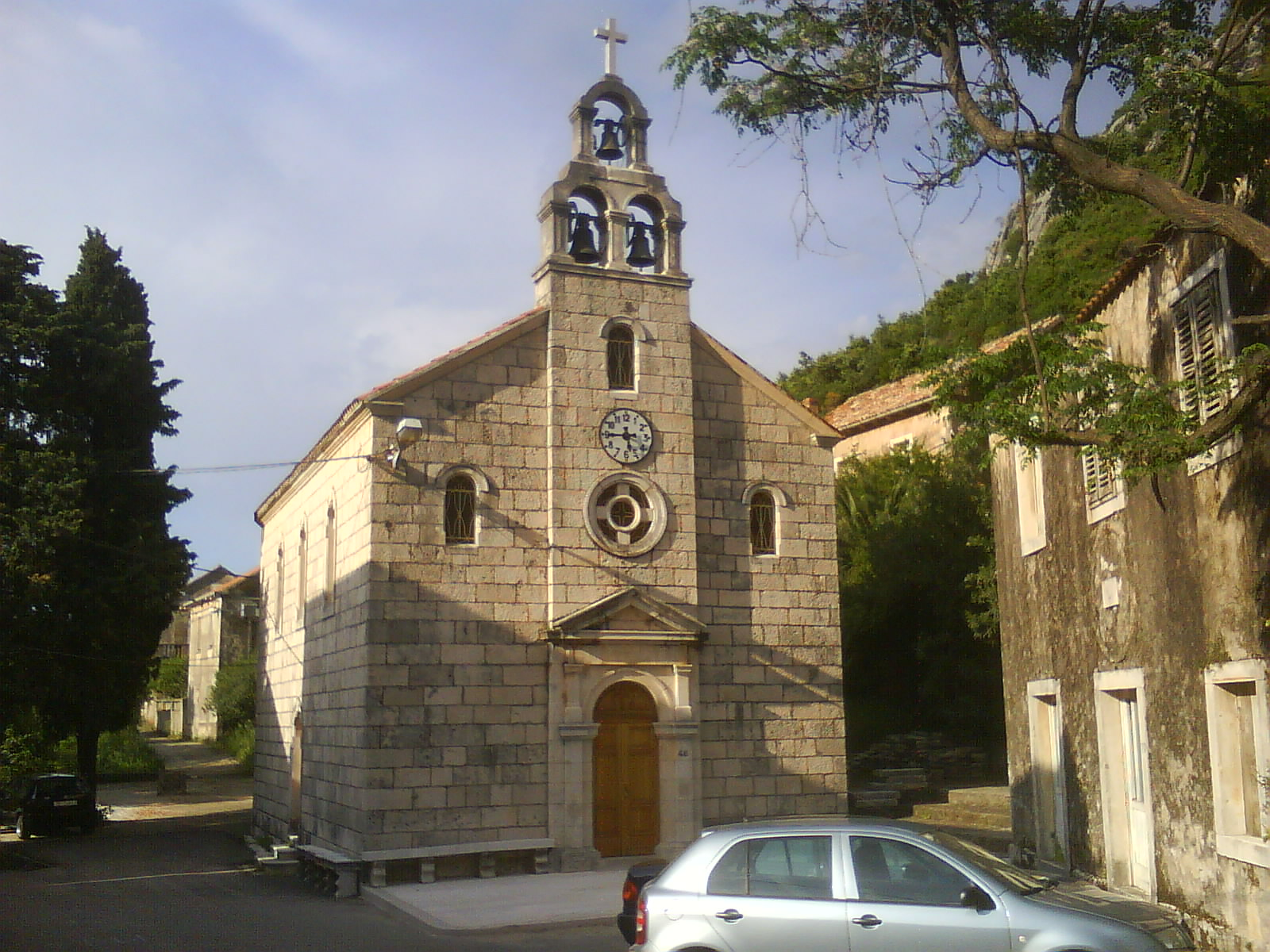
Kostel sv. Antonína - Crkva sv. Ante
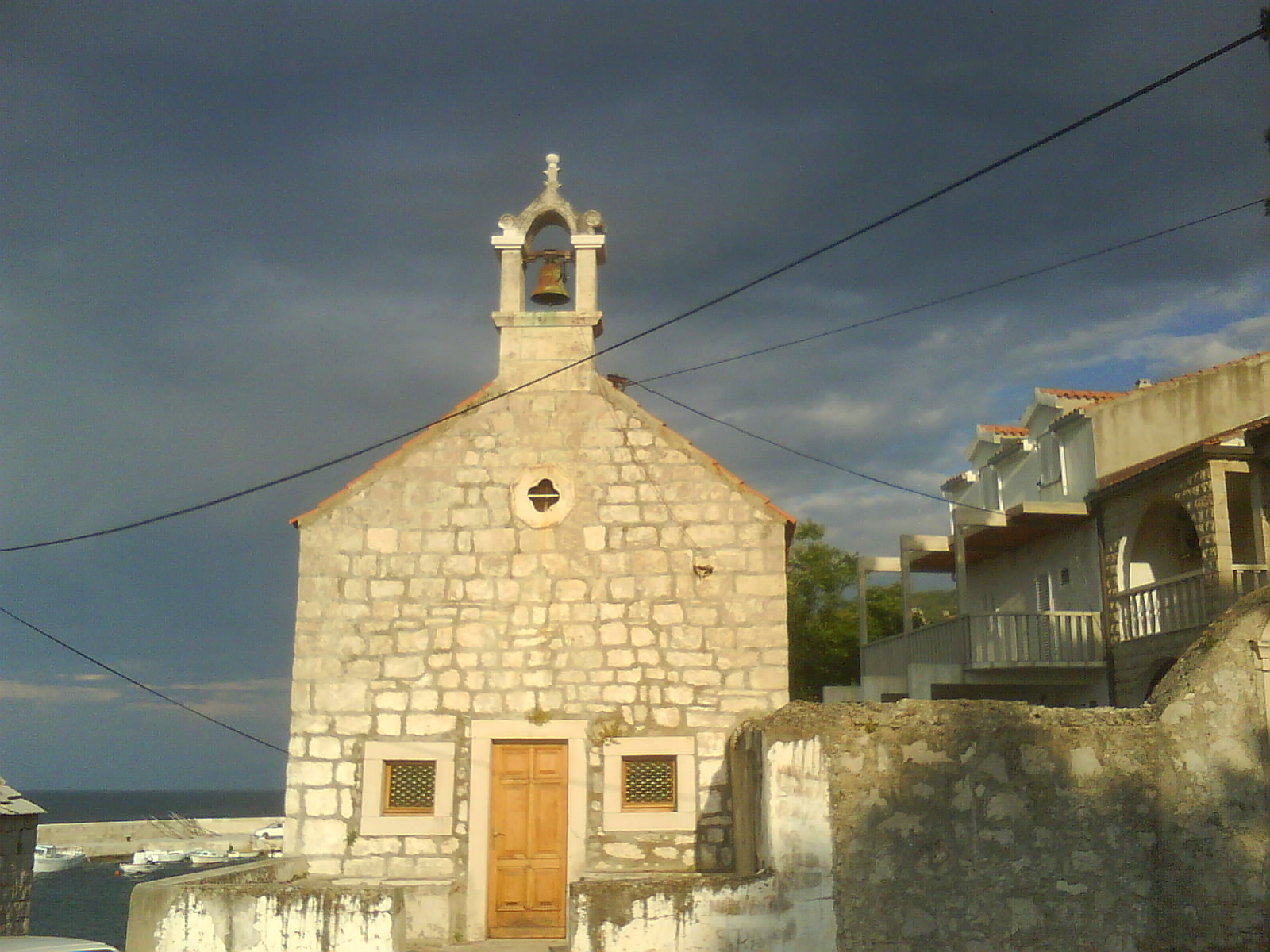
Kostel sv. Markéty - Crkva sv. Margarite
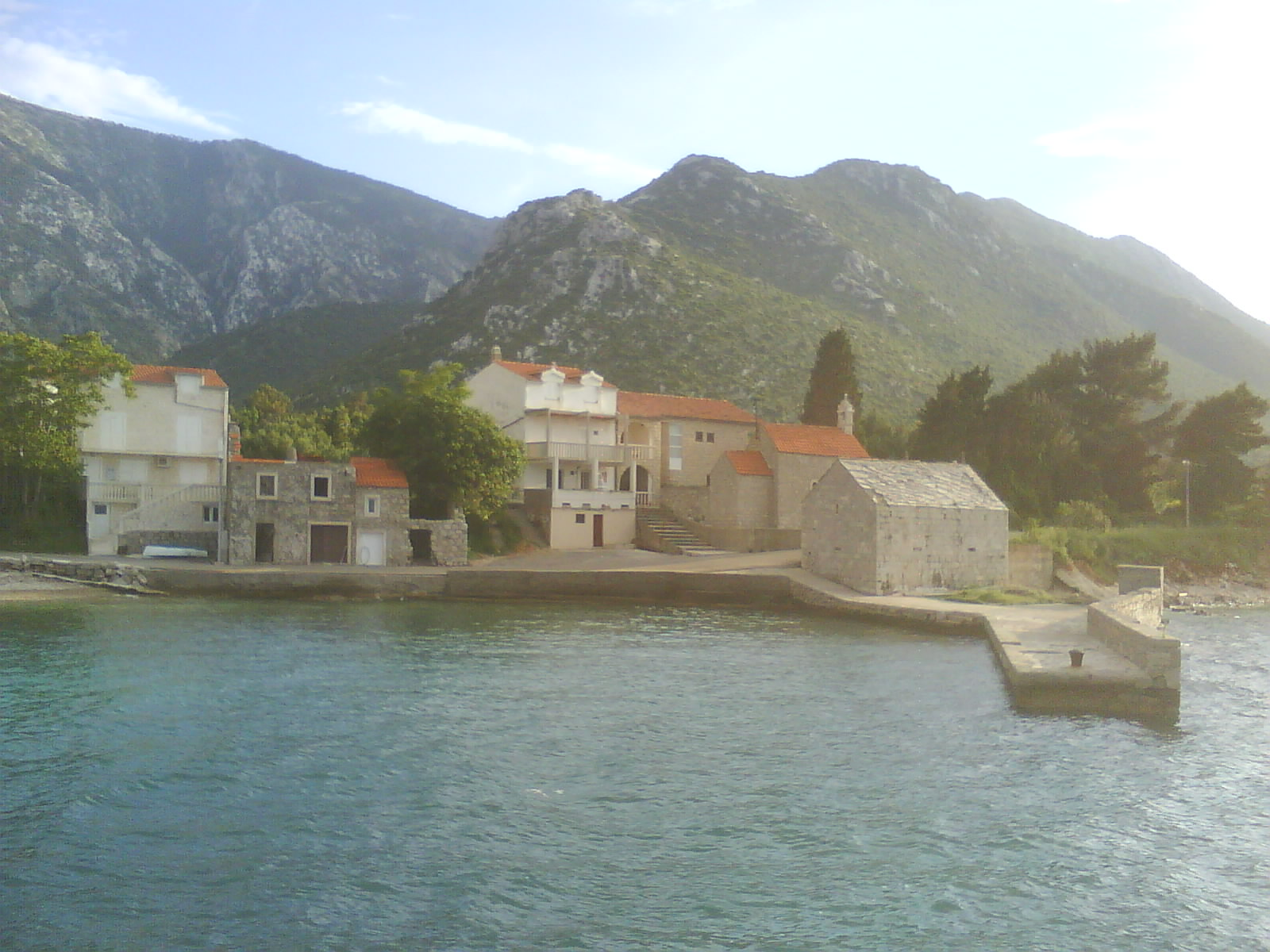
Přístaviště
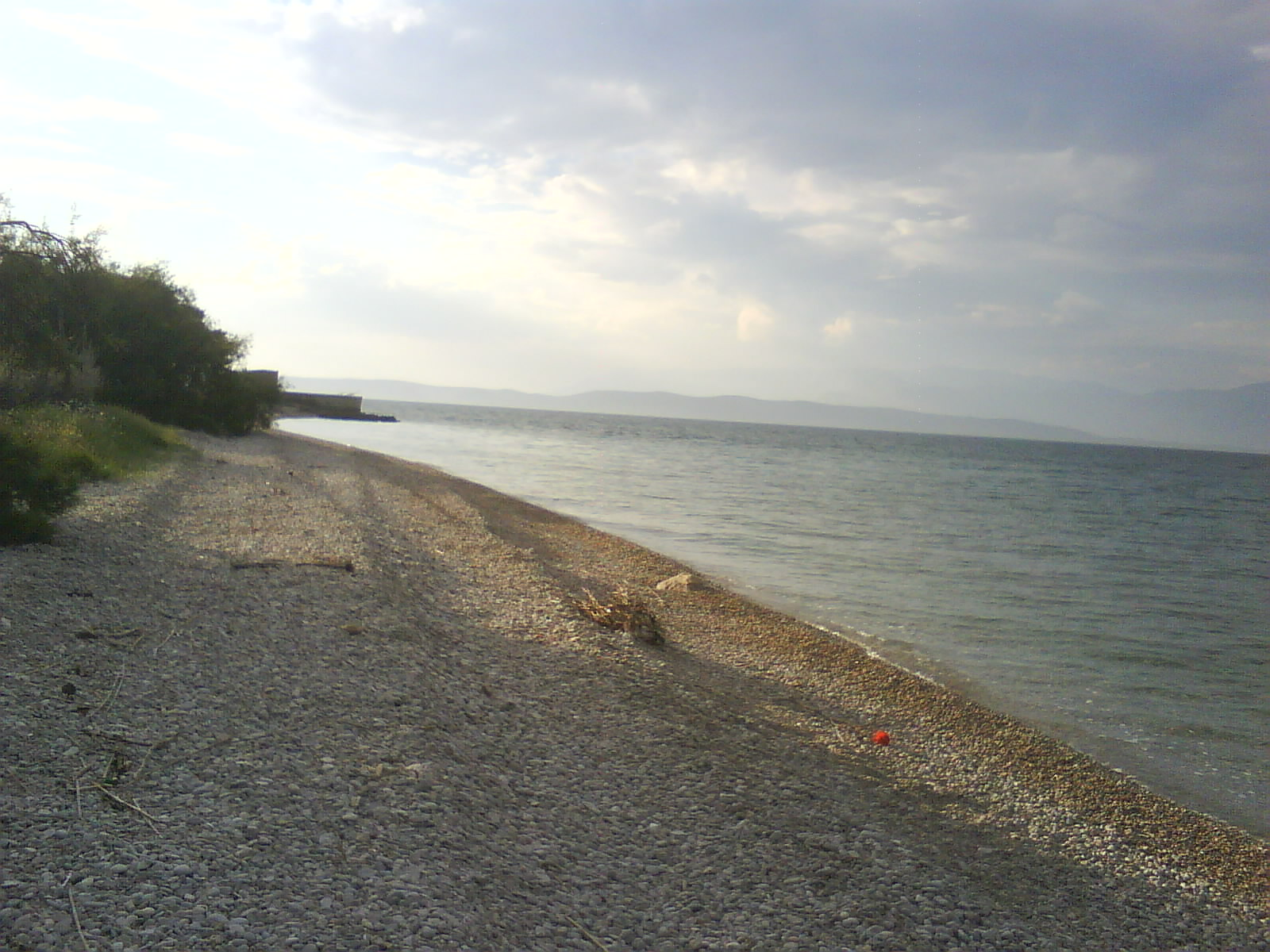
Oblázková pláž
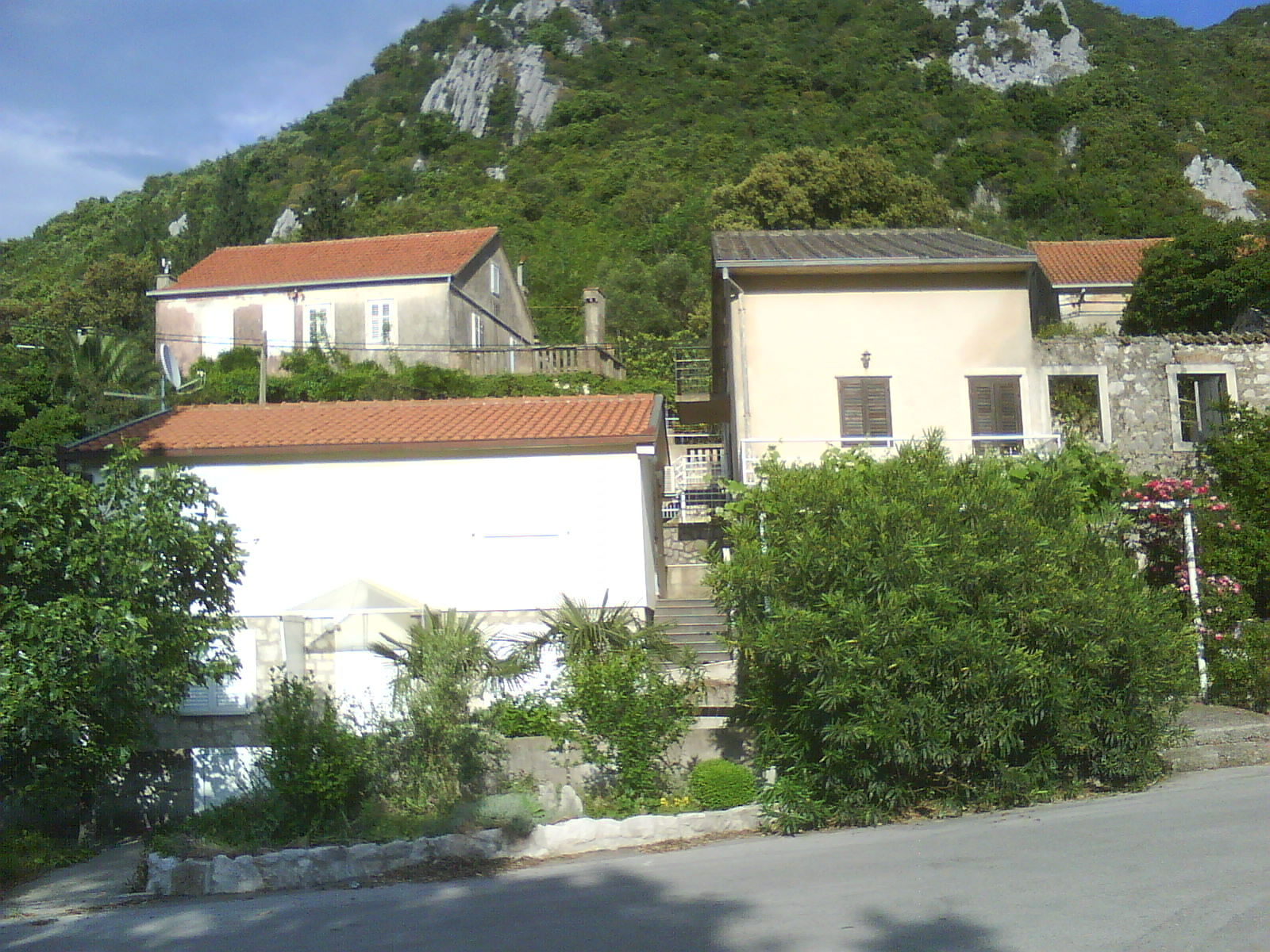
Ulice
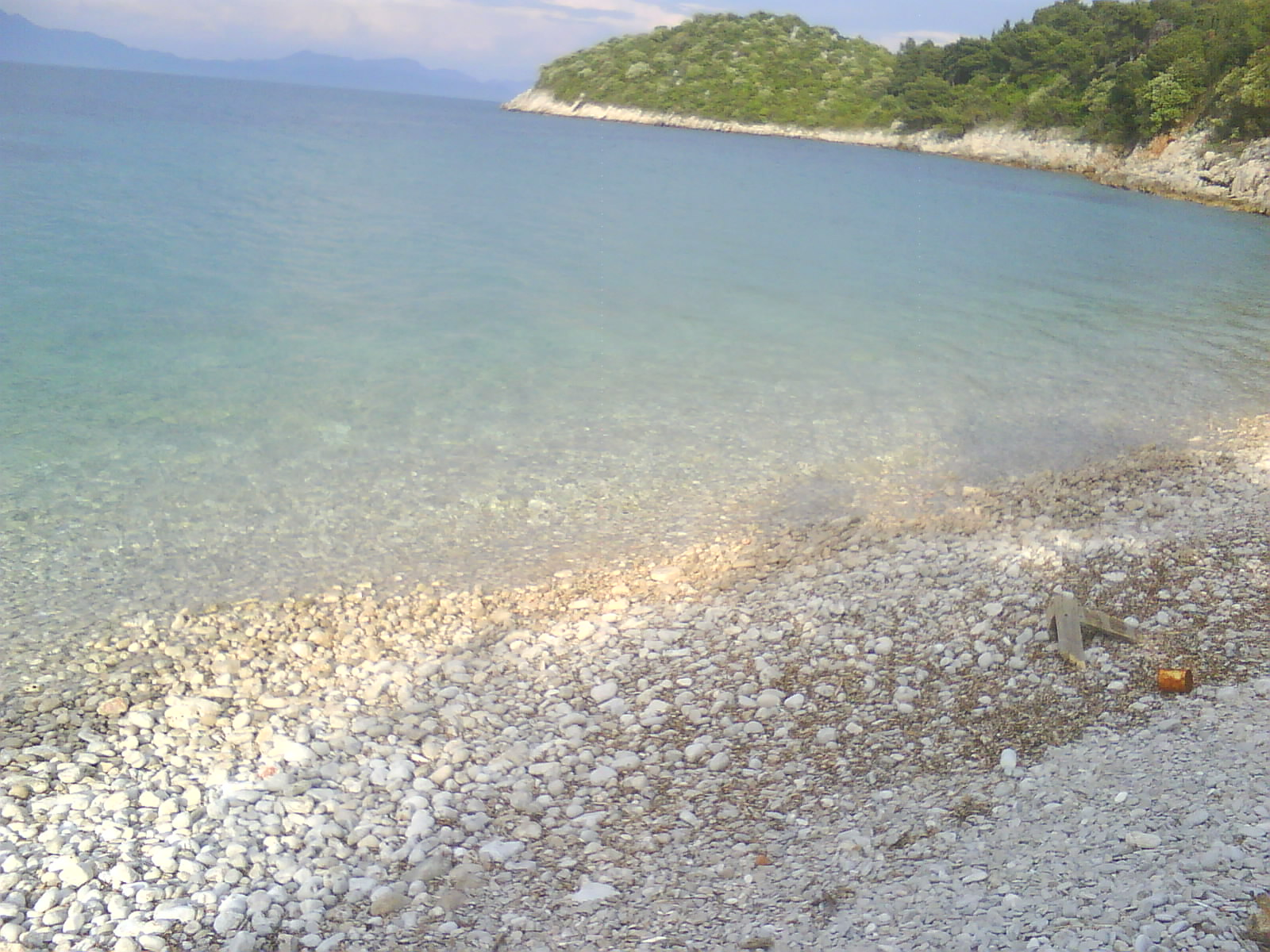
Pláž
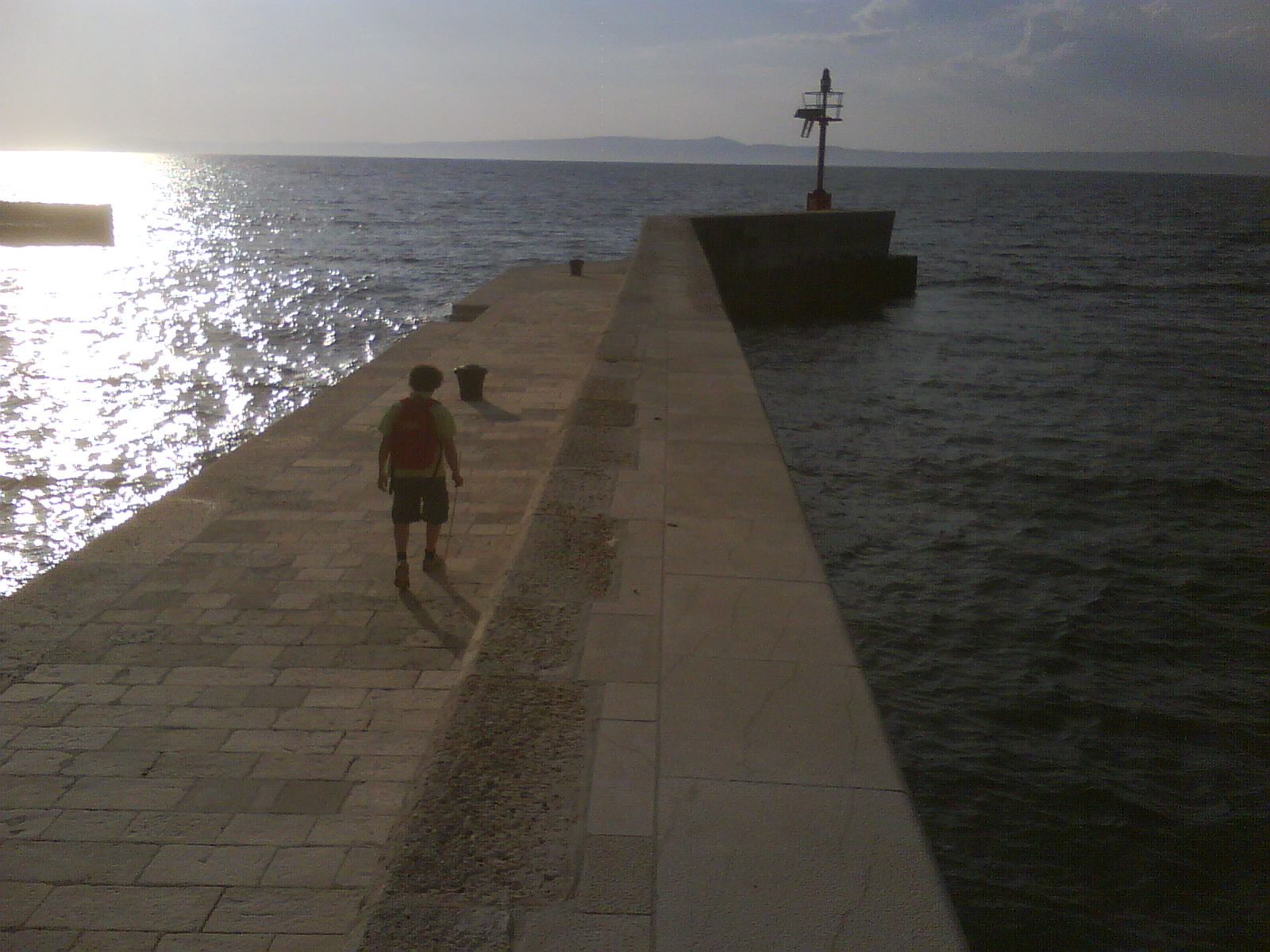
Přístav